# Enicospilus xanthostigma
Enicospilus xanthostigma là một loài tò vò trong họ Ichneumonidae.